# Sanddynbärfis
Sanddynbärfis (Phimodera humeralis) är en insektsart som först beskrevs av Johan Wilhelm Dalman 1823.  Sanddynbärfis ingår i släktet Phimodera, och familjen sköldskinnbaggar. Enligt den finländska rödlistan är arten sårbar i Finland. Arten är reproducerande i Sverige. Artens livsmiljö är sandstränder vid Östersjön.